# Orazio Barbero
Orazio Barbero (Torino, 9 ottobre 1925 – Torino, 23 gennaio 1945) è stato un partigiano italiano.

## Biografia
Apprendista operaio entra a lavorare alla Fiat Grandi Motori. Nel 1943 viene arruolato per un breve periodo in Marina ma ben presto viene esonerato e richiamato al lavoro. Dopo l'8 settembre 1943 entra nella Resistenza e combatte  nella 42ª Brigata Garibaldi. Tra settembre ed ottobre 1944 fa ritorno a Torino e combatte nella 2ª brigata Sap. Il 16 gennaio 1945 viene arrestato durante un rastrellamento insieme ad Ulisse Mesi.
I due partigiani vengono processati dal Tribunale militare di guerra straordinario il 22 gennaio e condannati a morte mediante fucilazione. Vengono giustiziati il 23 gennaio al poligono dl Martinetto.
La sua ultima lettera è stata pubblicata nelle Ultime lettere di condannati a morte della Resistenza. 